# Dignity (Wilfred)
«Dignity» (en español «Dignidad») es el tercer episodio perteneciente a la segunda temporada de la serie de televisión cómica Wilfred. Fue estrenado el 5 de julio de 2012 en Estados Unidos y el 18 de noviembre de 2012 en Latinoamérica ambos por FX. En el episodio Ryan lleva a Wilfred a su trabajo, y debido a que se hace popular en su lugar de trabajo le causa muchos problemas.

## Cita del comienzo
"No dejes que un hombre guarde su dignidad, pero deja que su dignidad lo guarde a él."
Ralph Waldo Emerson

## Argumento
Cuando Ryan está dispuesto a salir con Amanda, su jefe, Jeremy le pide un riguroso trabajo en poco tiempo. Mientras Ryan está en su oficina, Wilfred por aburrimiento destroza cualquier cosa que encuentre en la casa, por eso Ryan opta por comprarle una jaula y tenerlo ahí encerrado. Wilfred logra convencer a Ryan para llevarlo a su oficina, pues él dice ser un "animal social". Ryan en las afueras de su oficina trata de pasar desapercibido con Wilfred, sin embargo, al darse cuenta de la presencia de Wilfred ahí, los compañeros de Ryan comienzan a mimarlo, incluso a Jeremy parece encantarle la idea de tenerlo ahí. Jeremy le da más días a Ryan para entregar el trabajo, por eso se toma un tiempo para salir con Amanda. Ryan recibe una invitación para la boda de su padre, Ryan queda indeciso. Wilfred comienza a hacer "trucos" pero las personas de la empresa ya no lo toman como algo gracioso, empieza a incomodarles. Ryan lo lleva a su oficina, ahí Wilfred se preocupa por dejar de ser el centro de atención, desesperado llama la atención de todos destrozando un mueble, Jeremy totalmente enojado regaña a todos y le pide el trabajo encargado a Ryan una fecha más aproximada. Wilfred dice no querer volver a la oficina, Ryan dice que tiene que ir para que ponga de buen humor a Jeremy y de tal manera pedirle más tiempo, pues él había planeado festejar con Amanda su cumpleaños. Wilfred acepta solamente si él lo ayuda a ser querido por todos en la oficina de nuevo. En la oficina, Ricky, el encargado de limpieza le roba un truco a Wilfred, el cual causa la gracia de todos. Wilfred se marcha furioso junto con Ryan al sanitario y poco después entra Ricky para hacer limpieza del sanitario. Wilfred, que sigue estando furioso le muerde.
Ryan tratando de curar la mordida le pide a Ricky que no mencione nada, él acepta sólo si Ryan hace su trabajo. Mientras Ryan está limpiando, Wilfred le menciona que su jefe Jeremy y su padre tienen muchas similitudes, afirmado que Ryan hace lo que sea con tal buscar la aprobación y eso implica que no se vale por sí mismo. Ryan totalmente decidido reclama a Jeremy, diciendo que tendrá el trabajo pero primero iría un festejo importante, Ryan queda impactado. Ryan al ver de nuevo la invitación de la boda, la declina. Por su lado, Wilfred dice que se vengará de Jeremy y va corriendo a su oficina, Ryan va a detenerlo pero al entrar encuentra a Jeremy y a Ricky en un momento incómodo, por tanto Ryan con una indirecta lo chantajea. 

## Recepción

### Audiencia
El sitio web reportó que "Dignity" fue visto por 1.45 millones de televidentes en su estreno original en Estados Unidos por FX.

### Recepción crítica
Cat Edison de Screen Invasion escribió:""Dignity" abrió muchas puertas para el espectáculo y comenzó a rodar la pelota, por así decirlo."
Por su parte, Adam Sepiwall de hitfix comentó:""Wilfred" es tan inquebrantable acerca de la oscuridad de su premisa y los personajes que hay en los episodios (o incluso varios episodios seguidos) cuando el guion parece no sentir la necesidad de tener chistes para reír a carcajadas. Y estoy bien con eso, pero aun así es diversión de conseguir un episodio más tradicional cómico como "Dignity" - que, muy apropiadamente, echa Wilfred en el papel de un frustrado comediante tratando desesperadamente de renovar su acto.
 George Prax de It's better with pop corn dio al episodio un 7.5/10 diciendo:"Quizás no nos haya gustado la dirección en la que "Dignity" llevó a Wilfred, pero fue un sólido episodio divertido".